# Hellegat (film)
Hellegat is een Vlaamse film uit 1980 van regisseur Patrick Le Bon, gefilmd in het Nielse gehucht Hellegat in de Rupelstreek.

## Verhaal
In Hellegat is de ooit bloeiende industrie van de steenbakkerijen teloorgegaan. De bazen van de steenbakkerijen hebben een nieuwe bestemming bedacht voor hun bedrijf: het opslaan van chemisch afval in de kleiputten, dit tot grote ergernis van de opkomende milieubeweging.
De jonge Sam is een redelijk getalenteerd voetballer: hij staat in het doel bij Nielse SV, waarvan de voorzitter, Lagasse, hem een baantje aanbiedt in zijn steenfabriek. Hier ontmoet Sam de 65-jarige Louis, die net zijn laatste werkweek is begonnen. Tussen Sam en Louis zijn er verschillende punten van overeenkomst: Louis speelde ook ooit mee in het voetbal, maar is nu duivenmelker. Wanneer de ratten van de naburige afvalstortplaats zijn mooiste duiven doodbijten, beseffen Sam en Louis dat ze samen met de "groene jongens" de strijd moeten aanbinden met de milieuverontreiniging, en dus met hun baas Lagasse. Op zijn afscheid vaart Louis haast marxistisch uit tegen de baas, maar zijn protest komt veel te laat. Zal de jongere generatie in de persoon van Sam in opstand komen of berusten in de routine?

## Over de film
De setting van de steenbakkerijen in de Rupelstreek is dezelfde als in de novelle Klinkaart van Piet van Aken, die eerder de sociale mistoestanden aanklaagde. Anno 1980 komt daar het milieu-element bij.
Deze sociaal geëngageerde film kende slechts een beperkte verspreiding in de bioscoop, maar was door zijn thematiek populair in filmclubs en vakbondsmiddens. De film kreeg dan ook de Prijs van de Socialistische Federatie van Filmclubs.

## Rolverdeling
| Acteur            | Personage |
| ----------------- | --------- |
| Jos Verbist       | Sam       |
| An Nelissen       | Joske     |
| Paul 's Jongers   | Louis     |
| Alice Toen        | Lisette   |
| Marc Janssen      | Van Dijck |
| Frank Aendenboom  | Lagasse   |
| Julienne De Bruyn | Moeder    |
| Jaak Van Hombeek  | Charel    |
| Fred Van Kuyk     | Sus       |
| Max Schnur        | Fons      |
| Janine Bischops   | Dora      |
| Bernard Verheyden | trainer   |
| Oliver Windross   | Bobke     |